# Call Jane
Pour plus de détails, voir Fiche technique et Distribution.
Call Jane est un film dramatique et historique américain réalisé par Phyllis Nagy et sorti en 2022.
Il est présenté en avant-première au festival du film de Sundance 2022, puis à la Berlinale 2022.

## Synopsis
Dans les années 1960, une femme au foyer sans histoire est enceinte de son deuxième enfant en banlieue de Chicago. Tôt, son médecin découvre que sa condition cardiaque et sa grossesse mettent la vie de la mère en péril. À la suite du refus de l'hôpital de procéder à l'avortement salvateur, la mère se tourne vers une solution illicite. Sauvée et soutenue par une organisation clandestine (en), elle s'y implique, grâce aux méthodes convaincantes de sa leader.

## Fiche technique
- Titre original : Call Jane
- Réalisation : Phyllis Nagy
- Scénario : Hayley Schore et Roshan Sethi
- Musique : Isabella Summers
- Photographie : Greta Zozula
- Montage : Peter McNulty
- Costumes : Julie Weiss
- Pays de production :  États-Unis
- Langue originale : anglais
- Format : couleur
- Genre : drame
- Durée : 121 minutes
- Dates de sortie :
  - États-Unis : 21 janvier 2022 (festival de Sundance), 28 octobre 2022 (en salles)
  - France : 22 novembre 2022 (Diffusion sur Canal+)

## Distribution
- Kate Mara : Lana
- Elizabeth Banks : Joy
- Sigourney Weaver (VF : Frédérique Tirmont) : Virginia
- Chris Messina : Will
- John Magaro[2] : l'inspecteur Chilmark
- Wunmi Mosaku (VF : Corinne Wellong) : Gwen
- Aida Turturro : Sœur Mike
- Rebecca Henderson[2] : Edie
- Cory Michael Smith : Dean
- Alison Jaye : Sandra
- Geoffrey Cantor : Dr Falk
- Kayla Foster : Helen

 Source et légende : version française (VF) sur RS Doublage

## Production
En octobre 2020, il est annoncé qu'Elizabeth Banks, Sigourney Weaver, Kate Mara et Rupert Friend ont été choisis pour les rôles principaux. Elisabeth Moss et Susan Sarandon avaient initialement été engagées, mais ont dû toutes deux abandonner en raison de conflits d'emplois du temps.
Le tournage débute à Los Angeles en avril 2021, alors que Wunmi Mosaku rejoint la distribution,. En mai 2021, Chris Messina, Cory Michael Smith, Aida Turturro, Grace Edwards et Bianca D'Ambrosio rejoignent le casting du film, alors que Rupert Friend n'en fait plus partie,,.
Le film a été tourné à Hartford, au Connecticut, de mai à juin 2021, pendant la pandémie de COVID-19,.

## Distinctions

### Sélections
- Berlinale 2022 : en compétition officielle
- Festival de Deauville 2022 : hors compétition